# Книга пророка Авакума

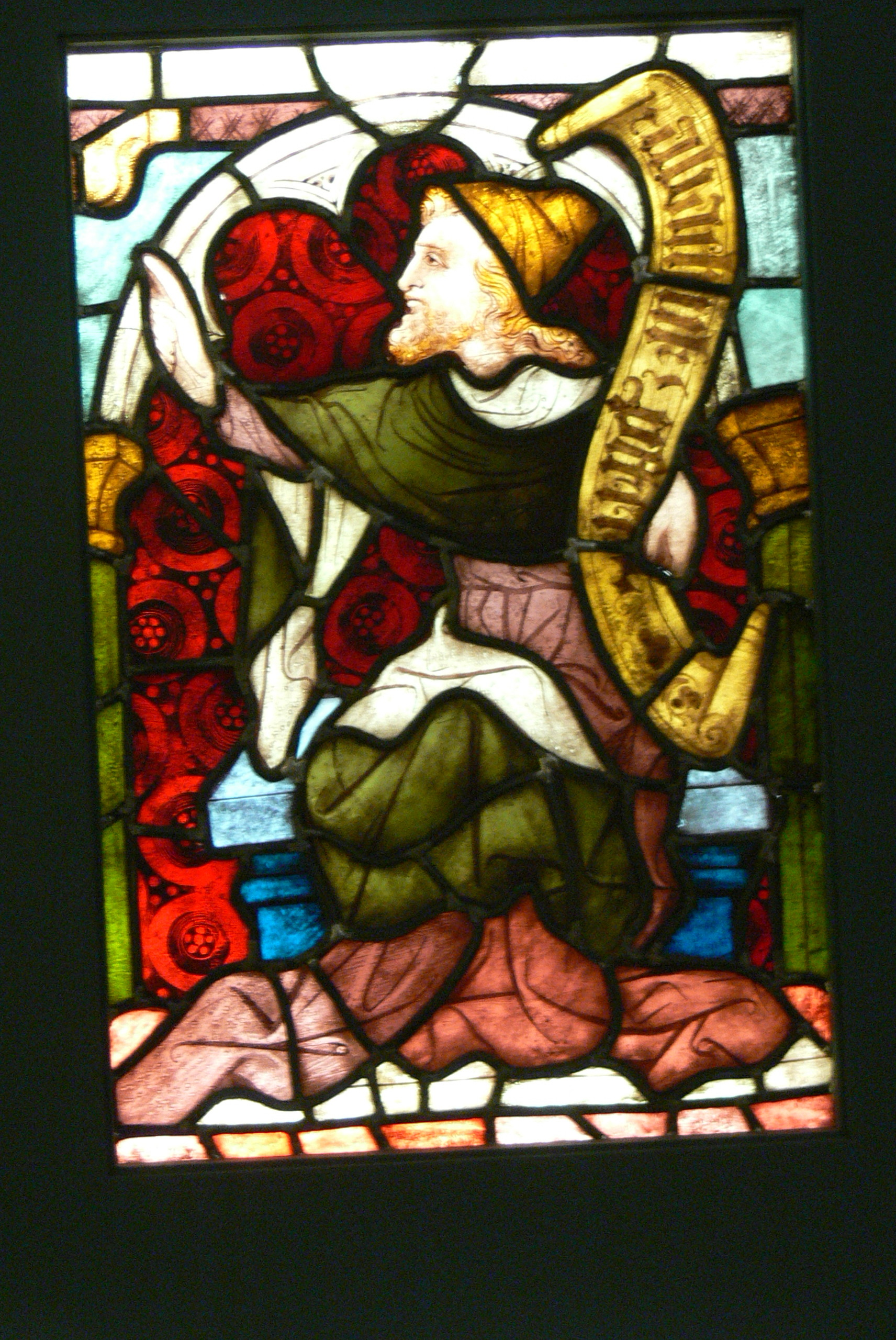
Пророк Авакум (15 ст.) вітраж у церкві м.Леоґанґ (Австрія)

Кни́га проро́ка Аваку́ма — книга, що входить до книг Дванадцяти малих пророків Старого завіту (Танаху). Написана пророком Авакумом.
|                     | Бо пізнанням Господньої слави наповнена буде земля, як море вода покриває. |
| — Ав. 2:14, Огієнко |                                                                            |

## Час написання
За часів написання книги Храм ще стояв, однак точний час написання книги достеменно невідомий. На підставі її змісту можна зробити припущення про період, до якого вона належить. Опис народу халдеїв вказує на період підйому Вавилонського царства VII-VI ст. до н.е., тобто часи пророка Єремії. Можливо вона була написана незадовго до першого захоплення Єрусалима царем Навуходоносором у 597 р. до н. е. під час правління юдейського царя Йоакима.

## Автор
Перший вірш книги вказує на авторство Авакума, однак про самого Авакума практично нічого не відомо. На основі літургійного характеру книги, особливо третього розділу, можна зробити припущення, що Авакум міг бути храмовим пророком або ж Левітом-співаком. Його ім'я (Хаваккук) можливо походить від аккадського Хавакук, івр. חבקוקח — обійми, або від аккадської назви рослини.

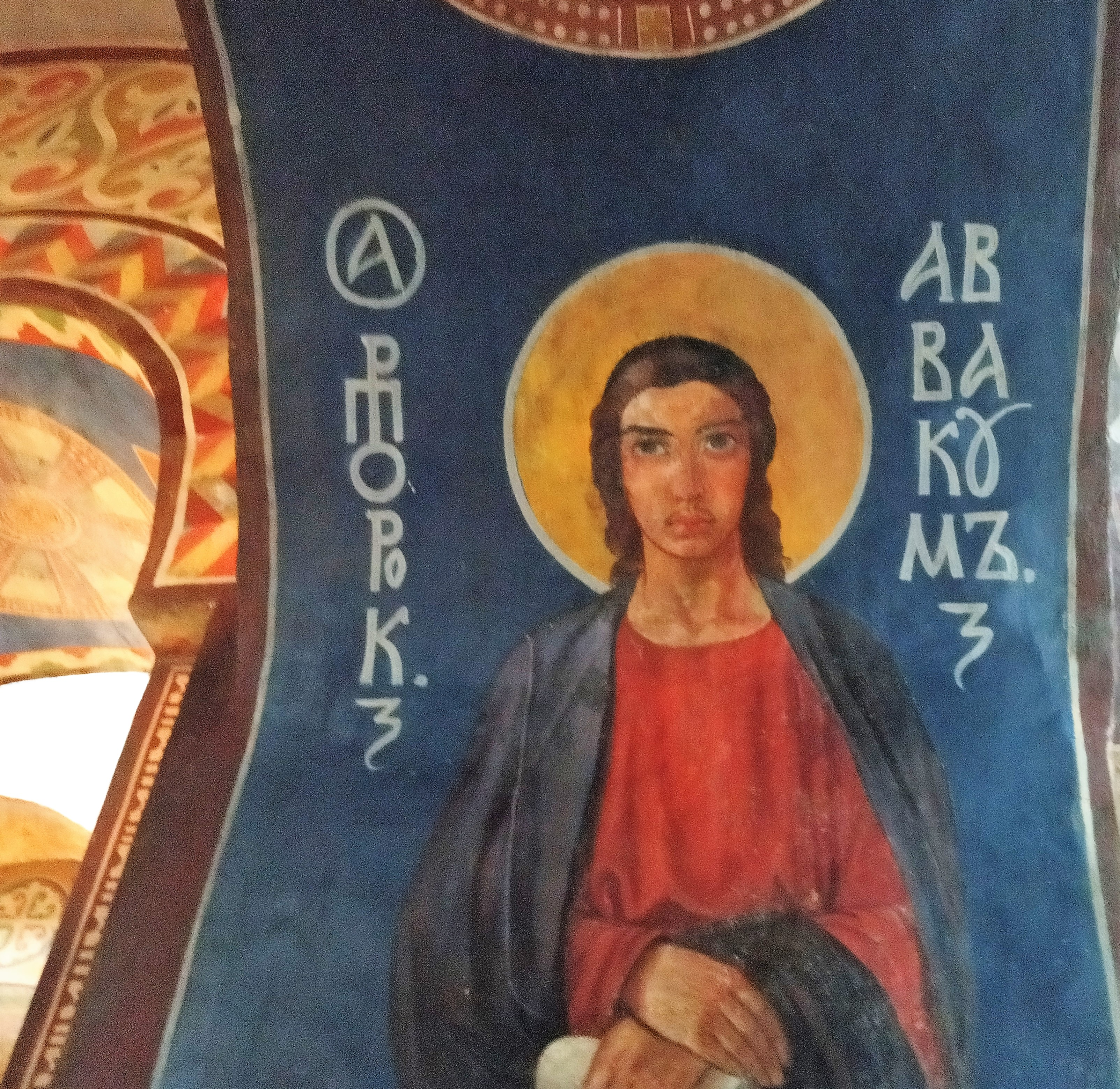
Пророк Авакум. ХІХ ст. Кирилівська церква (Київ)

## Зміст
Книга складається з двох частин:
- Перша частина книги, глави 1, 2 — діалоги між Авакумом і Богом.

|               | Усе це грабіжник витягує вудкою, своїм неводом тягне оце, та збирає оце в свою сітку, тому тішиться він та радіє. Тому жертву приносить він неводові, і кадить для сітки своєї, бо від них ситий уділ його та добірна пожива його! |
| — Ав. 1:15-16 | |

Пророк розмірковує про причини страждань і зла насланих на Юдею.
У першому розділі пророк запитує Бога про насильство і несправедливості і задає Господу питання про причини Його байдужості (Ав. 1:2).
Бог відповідає, що знаряддям покарання будуть халдеї, які спустошать  Юдею і будуть суддею народу Божому (1:5). Халдеї представлені як народ могутній, але нікчемний. Особливо вказується на те, що вони поклоняються своїй силі (Ав. 1:11), яка насправді є даром Бога, а не їх досягненням. Такий вибір судді шокує пророка. Навіщо потрібно навала нечестивих, які не знають Бога. Все-таки ізраїльтяни трохи праведніші халдеїв (Ав. 1:13). Пророк з трепетом і нетерпінням чекає відповіді (Ав. 2:1). Така відповідь не пояснює причин рішення Бога, а дає універсальне правило життя людей що вірять в Бога.
|                                                    | ...праведний вірою своєю житиме [збережеться]. |
| — Ав. 2:4 (Рим 1:17, Гал 3:11, Евр 10:38), Огієнко |                                                |

- Друга частина, глава 3 — псалом вихваляння. Можливо, що псалом є пізнішим додаванням, проте обидві частини книги безсумнівно, тісно між собою пов'язані.

Друга частина другого розділу є пророцтво про долю тих, хто пишається, жорстоких і нечестивих поневолювачів. Воно походить від Бога і має досить уїдливий характер. Основний зміст:
Бог керує людською історією, ідолопоклонство є тяжким гріхом.
Третя глава являє собою літургійний псалом вихваляння Бога. Псалом — приклад істинної радості в Бозі, це псалом абсолютної віри в Бога (Ав. 3:17-18).

## Дивись також
Перські євреї